# Piotr Jarża
Piotr Jarża (ur. w 1929 w Łazach, zm. w 2008 w Krakowie) – polski rysownik i malarz, ilustrator książek, scenograf teatralny, pedagog w dziedzinie sztuki.

## Życiorys
W młodości działacz niepodległościowy, uczestnik ruchu oporu prześladowany przez władze komunistyczne, ofiara represji stalinowskich. Jako więzień polityczny doznał utraty zdrowia, co doprowadziło do postępującego kalectwa. 
W latach 1955–1958 studiował malarstwo w Akademii Sztuk Pięknych w Krakowie, u profesorów Emila Krchy i Jana Świderskiego. 
W 1961 r. autor scenografii spektaklu "Zielone rękawice" Tymoteusza Karpowicza - Inscenizacja i reżyseria Wanda Błońska, Teatr 38 w Krakowie (prapremiera polska – 26 stycznia 1961 r.). Autor ilustracji książkowych, m.in. do znanego podręcznika „Psychologia ogólna” Marii Przetacznikowej-Gierowskiej i Grażyny Makiełło-Jarży (Państwowe Zakłady Wydawnictw Szkolnych, Warszawa 1972, 1975, 1977). 
Od roku 1958 brał udział w wystawach sztuki, m.in. w słynnej X Ogólnopolskiej Wystawie Malarstwa "Bielska Jesień ’72" - 18 listopada–18 grudnia 1972, Pawilon Wystawowy Związku Polskich Artystów Plastyków, Bielsko-Biała.  
W latach 1972–2005 ceniony nauczyciel rysunku i malarstwa w Państwowym Liceum Sztuk Plastycznych w Krakowie.

## Twórczość artystyczna
Malarstwo Piotra Jarży z wczesnego okresu charakteryzuje emocjonalny nastrój połączony z lekkością i spontanicznością gestu malarskiego. Obrazy te, pełne wirtuozerii materii i subtelnych napięć kolorystycznych budujących kompozycje płócien, prezentują rozległą gamę nastrojów w czym przypominają "wewnętrzne pejzaże". 
Momentem zwrotnym w działalności artystycznej Piotra Jarży okazał się rok 1968 - nastąpiło przejście od emocjonalnej ekspresji do intelektualizacji procesu twórczego. Artysta zrezygnował z dotychczasowej estetyki na rzecz minimalizmu: geometrycznych form i uproszczonych kształtów o ściszonym, harmonijnym kolorycie utrzymanym w ciepłych tonacjach, ale zróżnicowanej fakturze malarskiej. 
Tendencja do wychodzenie poza granice dwu wymiarów płaszczyzny obrazu wyraźnie zarysowała się w późniejszej twórczości Piotra Jarży, gdy chętnie sięgał do świata dzieciństwa. Częstym tematem jego skłaniających do refleksji obrazów była martwa natura, niekiedy umieszczona na tle pejzażu. Powtarzającym się motywem były zabawki dziecięce leżące na plaży. Fakturę tych obrazów artysta tworzył z mieszaniny farb olejnych i piasku. Są to prace, w których zacierał różnicę między umownym a realnym statusem obrazu świata, traktując obraz jako formę wyrazu, realizacji malarskiej i tworzywo refleksji.
Malarstwo pozostawało dla Piotra Jarży zawsze sztuką autonomiczną, niezależną od pracy w PLSP. W latach osiemdziesiątych w katalogu do jednej ze swoich wystaw napisał: „Interesuje mnie świat widzialny i obce są mi wykresy statystyczne, linearne i kolorystyczne pod które podkłada się różne treści, koncepcje i domniemania".
W opinii Jerzego Madeyskiego i Ignacego Trybowskiego był wychowawcą wielu znanych artystów. Do jego uczniów należeli m.in. Piotr Jargusz, Andrzej Kapusta, Teodora Pawełko-Kwiatkowska, Stanisław Kwiatkowski, Zbigniew Nesterowicz, Zbigniew Rabsztyn, Dorota Taff-Rozwadowska. Przez uczniów - co opisał Andrzej Matynia w felietonie "Czy można mówić o formie edukacji artystycznej?" - określany jako "Mistrz syntezy".

## Wybrane wystawy indywidualne
- 1989 - malarstwo, Galeria PLSP, Kraków
- 2005 - malarstwo i grafika (wspólnie z Julią Jarżą), Galeria Na Piętrze, Biuro Wystaw Artystycznych, Kielce
- 2008 - "Spotkanie z Piotrem" - malarstwo, Cricoteka, Nadwiślańska 4, Kraków